# Henry Lawes
Henry Lawes, född omkring 5 december 1595 i Dington, Wiltshire, död den 21 oktober 1662 i London, var en engelsk musiker och komponist. Hans bror, William Lawes, var även han en känd tonsättare. 
Henry Lawes fick sin musikaliska utbildning hos John Cooper, en av tidens berömda komponister (mest känd under den italienska pseudonymen Giovanni Coperario). År 1626 blev Lawes Gentleman of the Chapel Royal vid kung Karl I:s hov, en befattning han behöll tills det engelska samväldet satte stopp för kyrkomusiken. 
Han fortsatte emellertid att komponera, och utgav 1653 en samling vokalmusik med titeln Ayres and Dialogues for One, Two and Three Voyces, efterföljd av två band med samma namn (1655 och 1658). Etter restaurationen av den brittiska monarkin 1660, vände Lawes tillbaka till det kungliga kapellet och komponerade en hyllningssång till kröningen av Karl II. 
Lawes är gravsatt i Westminster Abbey. Han var en nära vän till poeten John Milton, och gjorde sig ett namn också utanför musikaliskt intresserade kretsar. Han bidrog med tillfällighetsmusik till uruppförandet av Miltons maskspel Comus 1634. I gengäld skrev diktaren en sonett, där han med en ovanlig musikalisk inlevelse beskriver Lawes färdigheter som tonsättare. 
Karakteristisk för Lawes var en hög grad av motsvarighet mellan musiken och diktarens ord; musiken synes växa ut av orden. En så perfekt samstämmigheten mellan den musikaliska och metriska aksenten finner man i engelsk musik för övrigt bara hos Henry Purcell och Benjamin Britten, och en del ser Lawes sånger som likvärdiga med Robert Schumanns och Franz Liszts. Lawes musik är dessutom musikaliskt infallsrik och den konsertanta musiken karakteriseras av ett kompetent bruk av kontrapunkt.